# La Vanguardia (Uruguay)
La Vanguardia war eine spanischsprachige, uruguayische Zeitung.
Die afro-uruguayische Zeitung vertrat eine militante rassische Position, die in dieser Form seit den 1870er Jahren, dort durch La Conservación und El Progresista vertreten, in Uruguay nicht verbreitet war. Gegründet am 15. Januar 1928, wurde sie von Salvador Betervide und Isabelino José Gares herausgegeben. Zu den weiteren Mitarbeitern gehörten unter anderem C. Cardozo Ferreira, Julián Acosta, Cecilio Díaz und Vito Pereyra Pérez. Ihr Erscheinungszeitraum erstreckte sich in den Jahren 1928 und 1929 nur über etwas mehr als ein Jahr. Aufgrund finanzieller Probleme wurde sie im März 1929 eingestellt.